# Eberhard Hoffmann (Abt)
Eberhard Hoffmann OCist  (* 21. Januar 1878 in Nauroth; † 11. April 1940 in Ilanz) war ein deutscher Zisterzienser und Abt der Abtei Marienstatt.

## Leben

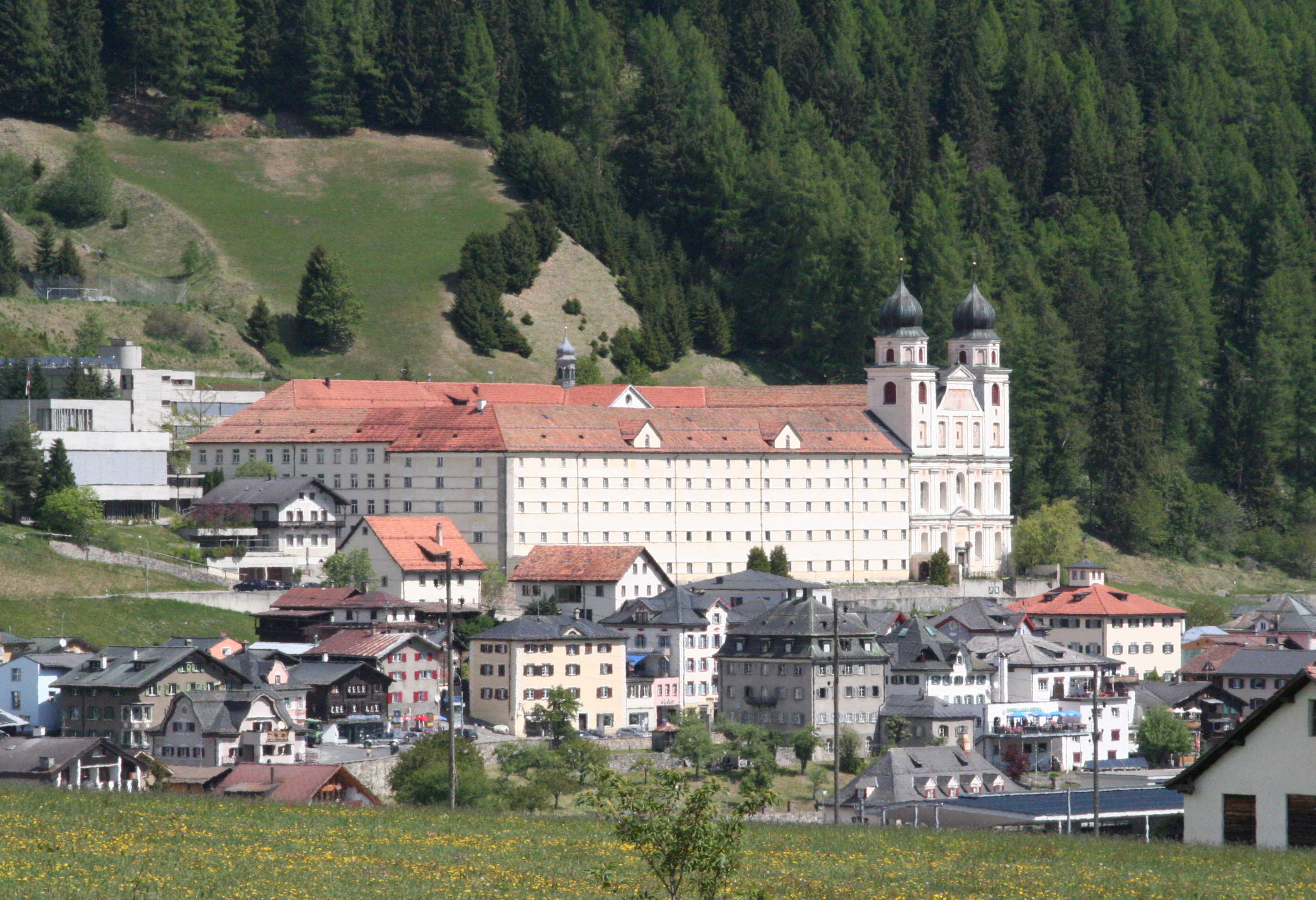
In Disentis starb der Abt

Hoffmann besuchte das Collegium Bernardi in Bregenz und trat nach der Matura in die Abtei Marienstatt ein. 1901 zum Priester geweiht und zu weiteren Studien nach Freiburg in der Schweiz geschickt, wurde er dort 1904 zum Doktor der Theologie promoviert. In Marienstatt war er Kantor und lehrte Dogmatik an der Hauslehranstalt. Nach der Eröffnung der Oblatenschule durch Abt Konrad Kolb 1910 übernahm er deren Leitung, bis er am 31. Mai 1918 zum Abt gewählt wurde.
Abt Hoffmann bemühte sich sehr um die wirtschaftliche Konsolidierung des Klosters, besonders durch Ausbau der Landwirtschaft, die er zu einem Mustergut gestalten ließ. 1922 besiedelte er die Abtei Himmerod in der Eifel wieder und 1927 das Kloster Hardehausen in Warburg. Er ließ das Jugendheim in Marienstatt erbauen und konnte für die Oblatenschule, das heutige Abteigymnasium, das Öffentlichkeitsrecht erhalten.
1936 musste er vor der nationalsozialistischen Verfolgung in die Schweiz fliehen, wo er im Benediktinerkloster Disentis wieder als Dogmatikprofessor tätig war.

## Werke
- Das Konverseninstitut des Cisterzienserordens in seinem Ursprung und seiner Organisation. Freiburg (Schweiz): Universitäts-Buchhandlung (O. Gschwend), 1905